# 兰江古码头
兰江古码头，位于中华人民共和国浙江省兰溪市云山街道，是浙江省省级文物保护单位之一。
古时兰溪港是浙中西的水上航运中枢。兰溪有“三十六码头”之誉，其中装卸货物的码头有32处。1930年，国民政府在编写的《浙江省航政概况》中写道：“兰溪篷船停泊，常有数千。”
2017年1月13日，兰江古码头和兰溪城墙一起被列入第七批浙江省文物保护单位，该文物保护单位是一座古建筑。